# 塩基配列
生物学における塩基配列（）とは、DNA、RNAなどの核酸において、それを構成しているヌクレオチドの結合順を、ヌクレオチドの一部をなす有機塩基類の種類に注目して記述する方法、あるいは記述したもののこと。
核酸の塩基配列のことを、単にシークエンスと呼ぶことも多い。ある核酸の塩基配列を調べて明らかにする操作・作業のことを、塩基配列決定、あるいはシークエンシングと呼ぶ。

## 生物学的な意味
DNAが保持する遺伝情報は直接的には塩基配列の形で保持されている。DNAの遺伝子情報記述領域（コーディング領域）では、その遺伝子に対応する蛋白質のアミノ酸配列を表現する（後述）。これとは別に、ある種の制御タンパク質の結合部位として働き遺伝子発現を制御する役割を担う部位もある。核酸の塩基配列を調べることは、遺伝情報の解析の上で非常に基本的な作業である。ゲノムプロジェクトはある生物のゲノムの全塩基配列の読み取りを目標としている。

## 核酸の化学構造と塩基配列
核酸は、モノマーであるヌクレオチドが、直鎖状に多数接続してできたポリマーである。ヌクレオチドには、通称"塩基"と呼ばれる有機塩基（プリン塩基またはピリミジン塩基）が結合している。塩基は、DNAではアデニン (A) 、グアニン (G) 、チミン (T) 、シトシン (C) の4種類があり、RNAでは、チミンのかわりにウラシル (U) になる（括弧内は、各塩基の一文字略称である）。ヌクレオチドがポリマーを作るときには方向性があり、ヌクレオチドを構成するリボースの5員環の炭素の位置で、5'炭素と3'炭素がリン酸基を介してエステル結合し伸張するので、塩基配列を記述するときもそれに合わせ、核酸の5'側端から3'側端の方向に記述する。DNA の場合、一文字略称で表すと、例えば"GAATTC"のように端から順に塩基を記述できる。
二重らせん(螺旋)構造の対になるのはA-T(あるいはA-U、2本の水素結合）とG-C（3本の水素結合）の結合のみである。一方、同じ螺旋上ではA,T,G,Cの各塩基が様々な順列で配列している。この各塩基の順列がさまざまな性質をもたらすと考えられるが、短い塩基配列を見る限りでは塩基の出現法則は必ずしも明確ではない。一方、領域によって塩基の出現頻度に偏りが見られることもある。

## アミノ酸配列と塩基配列
遺伝子のコード領域においては、塩基配列は遺伝子産物としてのタンパク質の一次構造を記述する。塩基3個の順列は64種(4の3乗)あり得るが、これらはコドンと呼ばれ、それぞれが一種のアミノ酸に対応する。また、合成の開始コドンとしてAUGなど、終結コドンと呼ばれるUAAなども知られている。ただし、タンパク質の産生には複雑な機構が介在しており、塩基配列として読み取れる情報がそのまま最終的なタンパク質のアミノ酸配列に単純に対応しているわけではない。詳細は転写 (生物学)・翻訳 (生物学)等の項目を参照されたい。